# Медведевцы (Тернопольская область)
Медведевцы (укр. Медведівці) — село в Трибуховской сельской общине Чортковского района Тернопольской области Украины.
До 2020 года входило в Бучачский район.
Код КОАТУУ — 6121283401. Население по переписи 2023 года составляло 1229 человек.

## Географическое положение
Село Медведевцы находится на берегу реки Ольховец,
выше по течению примыкает село Новоставцы,
ниже по течению примыкает село Пышковцы.
Рядом проходит автомобильная дорога Н-18.

## История
- Село известно с XVII века.

## Экономика
- «Медведивцы», агропромышленное ЧП.

## Объекты социальной сферы
- Школа I—II ст.
- Клуб.
- Фельдшерско-акушерский пункт.

## Достопримечательности
- Братская могила советских воинов.